# Orhon Murat Arıburnu
Orhon Murat Arıburnu (* 1918 oder 1920 in Istanbul; † 11. April 1989 ebenda) war ein türkischer Autor. Er war einer der Mitbegründer des Türkischen Schriftstellerbundes und hat auch eine Zeit lang in Deutschland gewirkt.
In den 1940er Jahren gehörte er der Lyrik-Bewegung Erste Neue an, die durch einen ironisch-knappen Stil auf sich aufmerksam machte. Später – als er als Theaterregisseur einige Jahre in Berlin tätig war – wurde er, durch Lesungen in Deutschland entstandener Lyrik, auch einem deutschen Publikum ein Begriff. Seine Sammlung von Gedichten von 1940 bis 1982 Bu yürek sizin (1982) erschien 1987 unter dem Titel Dieses Herz gehört euch auch in deutscher Sprache.
Als Schauspieler und Regisseur wirkte Arıburnu in zahlreichen Produktionen mit. Nach seinem Tod wurde ein nach ihm benannter Preis eingerichtet, der von 1990 bis 2005 jährlich in verschiedenen Kategorien aus Film und Literatur vergeben wurde.